# Bornmeer (uitgeverij)
Bornmeer is een in Gorredijk gevestigde uitgeverij.
Bornmeer bestaat sinds 1992. Medio juli 2017 werd bekend dat Bornmeer Friese Pers Boekerij over heeft genomen.
Het fonds van Bornmeer omvat uitgaven van Bornmeer-Noordboek, Sterck & De Vreese & Noordboek HLBooks, met de volgende publicaties:
- Oorspronkelijke Friestalige literatuur (onder andere poëzie van Tsead Bruinja en Arjan Hut, proza van Eppie Dam en Jetske Bilker);
- Friese vertalingen van werken uit de wereldliteratuur (onder andere van William Shakespeare en Friedrich Nietzsche);
- Friestalige kinderboeken, zowel in origineel als in vertaling (onder andere Nijntje, De Kameleon, Harry Potter en werk van Dolf Verroen);
- De oriëntaalse reeks: Nederlandstalige boeken van in Nederland woonachtige auteurs (onder anderen Al Galidi en Freeyad Ibrahim) uit Irak, Iran en Afghanistan;
- Historische studies (onder andere over Ruurd Wiersma en Hogebeintum);
- De Vita-rige: biografieën van onder anderen Nynke van Hichtum en Sint Nicolaas;
- Het tijdschrift Farsk;
- Diversen (onder andere Nijntje in het Latijn, meertalige dichtbundels en Nederlandstalige boeken over Friesland).